# Újvilág X-Men
Az Újvilág X-Men egy, a Panini Comics Magyarország által kiadott képregénysorozat volt, melynek első része 2005 októberében, utolsó rész pedig 2007 novemberében jelent meg. 2008 márciusától a Fumax Kiadó jóvoltából a sorozat könyv-formátumban tovább folytatódott onnan, ahonnan a Panini Comics befejezte a magyar kiadást. A sorozat a Marvel Comics Ultimate X-Men magyar kiadása.

## Kiadványok

### Újvilág X-Men #1
- Megjelent: 2005. október
- Borító eredetije: Ultimate X-Men #1 (2001. február)
- Eredeti ár: 515 Ft

| történet magyar címe   | fordította    | történet eredeti címe | eredeti kiadvány  | eredeti megjelenés |
| ---------------------- | ------------- | --------------------- | ----------------- | ------------------ |
| A holnap népe, 1. rész | Kemenes Tamás | The Tomorrow People   | Ultimate X-Men #1 | 2001. február      |

### Újvilág X-Men #2
- Megjelent: 2005. november
- Borító eredetije: Ultimate X-Men #2 (2001. március)
- Eredeti ár: 515 Ft

| történet magyar címe   | fordította    | történet eredeti címe       | eredeti kiadvány  | eredeti megjelenés |
| ---------------------- | ------------- | --------------------------- | ----------------- | ------------------ |
| A holnap népe, 2. rész | Kemenes Tamás | The Tomorrow People, part 2 | Ultimate X-Men #2 | 2001. március      |

### Újvilág X-Men #3
- Megjelent: 2005. december
- Borító eredetije: Ultimate X-Men #3 (2001. április)
- Eredeti ár: 515 Ft

| történet magyar címe   | fordította    | történet eredeti címe       | eredeti kiadvány  | eredeti megjelenés |
| ---------------------- | ------------- | --------------------------- | ----------------- | ------------------ |
| A holnap népe, 3. rész | Kemenes Tamás | The Tomorrow People, part 3 | Ultimate X-Men #3 | 2001. április      |

### Újvilág X-Men #4
- Megjelent: 2006. január
- Borító eredetije: Ultimate X-Men #4 (2001. május)
- Eredeti ár: 515 Ft

| történet magyar címe   | fordította    | történet eredeti címe       | eredeti kiadvány  | eredeti megjelenés |
| ---------------------- | ------------- | --------------------------- | ----------------- | ------------------ |
| A holnap népe, 4. rész | Kemenes Tamás | The Tomorrow People, part 4 | Ultimate X-Men #4 | 2001. május        |

### Újvilág X-Men #5
- Megjelent: 2006. február
- Borító eredetije: Ultimate X-Men #5 (2001. június)
- Eredeti ár: 515 Ft

| történet magyar címe   | fordította    | történet eredeti címe       | eredeti kiadvány  | eredeti megjelenés |
| ---------------------- | ------------- | --------------------------- | ----------------- | ------------------ |
| A holnap népe, 5. rész | Kemenes Tamás | The Tomorrow People, part 5 | Ultimate X-Men #5 | 2001. június       |

### Újvilág X-Men #6
- Megjelent: 2006. március
- Borító eredetije: Ultimate X-Men #6 (2001. július)
- Eredeti ár: 515 Ft

| történet magyar címe   | fordította    | történet eredeti címe       | eredeti kiadvány  | eredeti megjelenés |
| ---------------------- | ------------- | --------------------------- | ----------------- | ------------------ |
| A holnap népe, 6. rész | Kemenes Tamás | The Tomorrow People, part 6 | Ultimate X-Men #6 | 2001. július       |

### Újvilág X-Men #7
- Megjelent: 2006. április
- Borító eredetije: Ultimate X-Men #7 (2001. augusztus)
- Eredeti ár: 515 Ft

| történet magyar címe            | fordította    | történet eredeti címe      | eredeti kiadvány  | eredeti megjelenés |
| ------------------------------- | ------------- | -------------------------- | ----------------- | ------------------ |
| Vissza az X-Fegyverhez, 1. rész | Kemenes Tamás | Return to Weapon X, part 1 | Ultimate X-Men #7 | 2001. augusztus    |

### Újvilág X-Men #8
- Megjelent: 2006. május
- Borító eredetije: Ultimate X-Men #8 (2001. szeptember)
- Eredeti ár: 515 Ft

| történet magyar címe                             | fordította    | történet eredeti címe      | eredeti kiadvány  | eredeti megjelenés |
| ------------------------------------------------ | ------------- | -------------------------- | ----------------- | ------------------ |
| Vissza az X-Fegyverhez, 2. rész – Az első csapás | Kemenes Tamás | Return to Weapon X, part 2 | Ultimate X-Men #8 | 2001. szeptember   |

### Újvilág X-Men #9
- Megjelent: 2006. június
- Borító eredetije: Ultimate X-Men #9 (2001. október)
- Eredeti ár: 515 Ft

| történet magyar címe                            | fordította    | történet eredeti címe      | eredeti kiadvány  | eredeti megjelenés |
| ----------------------------------------------- | ------------- | -------------------------- | ----------------- | ------------------ |
| Vissza az X-Fegyverhez, 3. rész – Nincs menedék | Kemenes Tamás | Return to Weapon X, part 3 | Ultimate X-Men #9 | 2001. október      |

### Újvilág X-Men #10
- Megjelent: 2006. július
- Borító eredetije: Ultimate X-Men #10 (2001. november)
- Eredeti ár: 515 Ft

| történet magyar címe                                | fordította    | történet eredeti címe      | eredeti kiadvány   | eredeti megjelenés |
| --------------------------------------------------- | ------------- | -------------------------- | ------------------ | ------------------ |
| Vissza az X-Fegyverhez, 4. rész – A sötétség mélyén | Kemenes Tamás | Return to Weapon X, part 4 | Ultimate X-Men #10 | 2001. november     |

### Újvilág X-Men #11
- Megjelent: 2006. augusztus
- Borító eredetije: Ultimate X-Men #11 (2001. december)
- Eredeti ár: 515 Ft

| történet magyar címe                            | fordította    | történet eredeti címe      | eredeti kiadvány   | eredeti megjelenés |
| ----------------------------------------------- | ------------- | -------------------------- | ------------------ | ------------------ |
| Vissza az X-Fegyverhez, 5. rész – Régmúlt bűnök | Kemenes Tamás | Return to Weapon X, part 5 | Ultimate X-Men #11 | 2001. december     |

### Újvilág X-Men #12
- Megjelent: 2006. szeptember
- Borító eredetije: Ultimate X-Men #12 (2002. január)
- Eredeti ár: 515 Ft

| történet magyar címe                       | fordította    | történet eredeti címe                | eredeti kiadvány   | eredeti megjelenés |
| ------------------------------------------ | ------------- | ------------------------------------ | ------------------ | ------------------ |
| Vissza az X-Fegyverhez, 6. rész – Végjáték | Kemenes Tamás | Return to Weapon X, part 6 – Endgame | Ultimate X-Men #12 | 2002. január       |

### Újvilág X-Men #13
- Megjelent: 2006. október
- Borító eredetije: Ultimate X-Men #14 (2002. március)
- Eredeti ár: 515 Ft

| történet magyar címe                                   | fordította    | történet eredeti címe                       | eredeti kiadvány   | eredeti megjelenés |
| ------------------------------------------------------ | ------------- | ------------------------------------------- | ------------------ | ------------------ |
| Gambit: Az első szerelmedet sosem felejted el, 1. rész | Kemenes Tamás | You always remember your first love, part 1 | Ultimate X-Men #13 | 2002. február      |
| Gambit: Az első szerelmedet sosem felejted el, 2. rész | Kemenes Tamás | You always remember your first love, part 2 | Ultimate X-Men #14 | 2002. március      |

### Újvilág X-Men #14
- Megjelent: 2006. november
- Borító eredetije: Ultimate X-Men #16 (2002. május)
- Eredeti ár: 595 Ft

| történet magyar címe   | fordította    | történet eredeti címe          | eredeti kiadvány   | eredeti megjelenés |
| ---------------------- | ------------- | ------------------------------ | ------------------ | ------------------ |
| Nem kell így lennie    | Kemenes Tamás | It doesn't have to be this way | Ultimate X-Men #15 | 2002. április      |
| A világ körül, 1. rész | Kvaszta Ádám  | World tour, part 1             | Ultimate X-Men #16 | 2002. május        |

### Újvilág X-Men #15
- Megjelent: 2006. december
- Borító eredetije: Ultimate X-Men #17 (2002. június)
- Eredeti ár: 595 Ft

| történet magyar címe   | fordította    | történet eredeti címe | eredeti kiadvány   | eredeti megjelenés |
| ---------------------- | ------------- | --------------------- | ------------------ | ------------------ |
| A világ körül, 2. rész | Kemenes Tamás | World tour, part 2    | Ultimate X-Men #17 | 2002. június       |
| A világ körül, 3. rész | Kemenes Tamás | World tour, part 3    | Ultimate X-Men #18 | 2002. július       |

### Újvilág X-Men #16
- Megjelent: 2007. január
- Borító eredetije: Ultimate X-Men #20 (2002. szeptember)
- Eredeti ár: 595 Ft

| történet magyar címe   | fordította   | történet eredeti címe | eredeti kiadvány   | eredeti megjelenés |
| ---------------------- | ------------ | --------------------- | ------------------ | ------------------ |
| A világ körül, 4. rész | Kvaszta Ádám | World tour, part 4    | Ultimate X-Men #19 | 2002. augusztus    |
| Lemondás               | Kvaszta Ádám | Resignation           | Ultimate X-Men #20 | 2002. szeptember   |

### Újvilág X-Men #17
- Megjelent: 2007. február
- Borító eredetije: Ultimate X-Men #21 (2002. október)
- Eredeti ár: 595 Ft

| történet magyar címe       | fordította    | történet eredeti címe          | eredeti kiadvány   | eredeti megjelenés |
| -------------------------- | ------------- | ------------------------------ | ------------------ | ------------------ |
| Pokoltűz és kénkő, 1. rész | Kemenes Tamás | Hellfire and Brimstone, part 1 | Ultimate X-Men #21 | 2002. október      |
| Pokoltűz és kénkő, 2. rész | Kemenes Tamás | Hellfire and Brimstone, part 2 | Ultimate X-Men #22 | 2002. november     |

### Újvilág X-Men #18
- Megjelent: 2007. március
- Borító eredetije: Ultimate X-Men #23 (2002. december)
- Eredeti ár: 595 Ft

| történet magyar címe       | fordította    | történet eredeti címe          | eredeti kiadvány   | eredeti megjelenés |
| -------------------------- | ------------- | ------------------------------ | ------------------ | ------------------ |
| Pokoltűz és kénkő, 3. rész | Kemenes Tamás | Hellfire and Brimstone, part 3 | Ultimate X-Men #23 | 2002. december     |
| Pokoltűz és kénkő, 4. rész | Kemenes Tamás | Hellfire and Brimstone, part 4 | Ultimate X-Men #24 | 2003. január       |

### Újvilág X-Men #19
- Megjelent: 2007. április
- Borító eredetije: Ultimate X-Men #25 (2003. január)
- Eredeti ár: 595 Ft

| történet magyar címe       | fordította    | történet eredeti címe          | eredeti kiadvány   | eredeti megjelenés |
| -------------------------- | ------------- | ------------------------------ | ------------------ | ------------------ |
| Pokoltűz és kénkő, 5. rész | Kemenes Tamás | Hellfire and Brimstone, part 5 | Ultimate X-Men #25 | 2003. január       |

### Újvilág X-Men #20
- Megjelent: 2007. május
- Borító eredetije: Ultimate X-Men #27 (2003. március)
- Eredeti ár: 595 Ft

| történet magyar címe           | fordította    | történet eredeti címe       | eredeti kiadvány   | eredeti megjelenés |
| ------------------------------ | ------------- | --------------------------- | ------------------ | ------------------ |
| A király visszatérése, 1. rész | Kemenes Tamás | Return of the King, Prelude | Ultimate X-Men #26 | 2003. február      |
|                                | Kemenes Tamás | Return of the King, part 1  | Ultimate X-Men #27 | 2003. március      |

### Újvilág X-Men #21
- Megjelent: 2007. június
- Borító eredetije: Ultimate X-Men #28 (2003. április)
- Eredeti ár: 595 Ft

| történet magyar címe           | fordította    | történet eredeti címe      | eredeti kiadvány   | eredeti megjelenés |
| ------------------------------ | ------------- | -------------------------- | ------------------ | ------------------ |
| A király visszatérése, 2. rész | Kemenes Tamás | Return of the King, part 2 | Ultimate X-Men #28 | 2003. április      |
|                                | Kemenes Tamás | Return of the King, part 3 | Ultimate X-Men #29 | 2003. április      |

### Újvilág X-Men #22
- Megjelent: 2007. július
- Borító eredetije: Ultimate X-Men #30 (2003. május)
- Eredeti ár: 595 Ft

| történet magyar címe           | fordította    | történet eredeti címe      | eredeti kiadvány   | eredeti megjelenés |
| ------------------------------ | ------------- | -------------------------- | ------------------ | ------------------ |
| A király visszatérése, 3. rész | Kemenes Tamás | Return of the King, part 4 | Ultimate X-Men #30 | 2003. május        |
|                                | Kemenes Tamás | Return of the King, part 5 | Ultimate X-Men #31 | 2003. május        |

### Újvilág X-Men #23
- Megjelent: 2007. augusztus
- Borító eredetije: Ultimate X-Men #32 (2003. június)
- Eredeti ár: 595 Ft

| történet magyar címe           | fordította    | történet eredeti címe      | eredeti kiadvány   | eredeti megjelenés |
| ------------------------------ | ------------- | -------------------------- | ------------------ | ------------------ |
| A király visszatérése, 4. rész | Kemenes Tamás | Return of the King, part 6 | Ultimate X-Men #32 | 2003. június       |
|                                | Kemenes Tamás | Return of the King, part 7 | Ultimate X-Men #33 | 2003. július       |

### Újvilág X-Men #24
- Megjelent: 2007. szeptember
- Borító eredetije: Ultimate X-Men #34 (2003. augusztus)
- Eredeti ár: 595 Ft

| történet magyar címe | fordította   | történet eredeti címe | eredeti kiadvány   | eredeti megjelenés |
| -------------------- | ------------ | --------------------- | ------------------ | ------------------ |
| Szenzáció, 1. rész   | Kvaszta Ádám | Blockbuster, part 1   | Ultimate X-Men #34 | 2003. augusztus    |
|                      | Kvaszta Ádám | Blockbuster, part 2   | Ultimate X-Men #35 | 2003. szeptember   |

### Újvilág X-Men #25
- Megjelent: 2007. október
- Borító eredetije: Ultimate X-Men #36 (2003. október)
- Eredeti ár: 595 Ft

| történet magyar címe | fordította   | történet eredeti címe | eredeti kiadvány   | eredeti megjelenés |
| -------------------- | ------------ | --------------------- | ------------------ | ------------------ |
| Szenzáció, 2. rész   | Kvaszta Ádám | Blockbuster, part 3   | Ultimate X-Men #36 | 2003. október      |
|                      | Kvaszta Ádám | Blockbuster, part 4   | Ultimate X-Men #37 | 2003. november     |

### Újvilág X-Men #26
- Megjelent: 2007. november
- Borító eredetije: Ultimate X-Men #39 (2004. január)
- Eredeti ár: 595 Ft

| történet magyar címe | fordította   | történet eredeti címe | eredeti kiadvány   | eredeti megjelenés |
| -------------------- | ------------ | --------------------- | ------------------ | ------------------ |
| Szenzáció, 3. rész   | Kvaszta Ádám | Blockbuster, part 5   | Ultimate X-Men #38 | 2003. december     |
|                      | Kvaszta Ádám | Blockbuster, part 6   | Ultimate X-Men #39 | 2004. január       |

## A Fumax kiadó és a folytatás
A Panini Comics magyar "piacról" történő kivonulását követően a Fumax kiadó folytatta az Újvilág X-men című képregény-sorozatot onnan, ahol az olasz cég befejezte a kiadást. A Panini kiadványai újságárusi terjesztésben voltak kaphatóak, a Fumax kiadványa könyvesbolti forgalomba került.
Eddig 1 kötetet adott ki a magyar kiadó, amelynek címe: Újvilág X-men:  Új mutánsok. E kiadvány 6 amerikai képregényt tartalmaz, az Ultimate X-men 40-45. számait, amely felöleli a teljes New Mutants című történetet. A magyar kötet borítójára az Ultimate X-men 45. számának előlapja került.
A kötetben rövid karakter-leírások találhatóak az X-men tagjairól: Viharról, Bestiáról, X professzorról, Rozsomákról, Angyalról, Árnymacskáról, Küklopszról, Csodalányról, Árnyékról és Vadócról.	

### Újvilág X-Men: Új mutánsok
- Megjelent: 2008. március
- Borító eredetije: Ultimate X-Men #45 (2004. július)
- Eredeti ár: 2995 Ft

| történet magyar címe | fordította   | történet eredeti címe | eredeti kiadvány   | eredeti megjelenés |
| -------------------- | ------------ | --------------------- | ------------------ | ------------------ |
| Új mutánsok          | Kvaszta Ádám | New Mutants, part 1   | Ultimate X-Men #40 | 2004. február      |
|                      | Kvaszta Ádám | New Mutants, part 2   | Ultimate X-Men #41 | 2004. március      |
|                      | Kvaszta Ádám | New Mutants, part 3   | Ultimate X-Men #42 | 2004. április      |
|                      | Kvaszta Ádám | New Mutants, part 4   | Ultimate X-Men #43 | 2004. május        |
|                      | Kvaszta Ádám | New Mutants, part 5   | Ultimate X-Men #44 | 2004. június       |
|                      | Kvaszta Ádám | New Mutants, part 6   | Ultimate X-Men #45 | 2004. július       |

## Pókember füzetekben való feltűnések
Az Újvilág X-men csapata számos más Marvel kiadványban is vendégszerepelt, köztük a hazánkban is megjelenő Ultimate („újvilági”) Spider-man füzeteket közlő, Csodálatos Pókember (2001-es, 2. sorozat) képregényekben.
Az X-men tagjai közül legtöbbször Árnyamacska, Kitty Pryde tűnt fel a Pókember-füzetekben. Az ifjú hölgy első látásra beleszeretett Peter Parkerbe, akivel egy ideig jártak is, amíg Parker nem rendezte kapcsolatát igaz kedvesével Mary Jane-nel. Kitty többször is besegített Pókembernek a bűnüldözők kézre kerítésében, legyőzésében, s a Pókember-sorozat vége fele állandó mellékszereplője lett a szériának. Peterrel történő szakításuk ellenére továbbra is jó barátok maradtak, s az egykori X-men szereplő később Pókember egyik osztálytársával, Kenny „Kong” McFarlane-nel került bizalmasabb kapcsolatba.
Az első nagyobb Pókember-X-men találkozóra egy Geldoff nevű mutáns képességekkel rendelkező egyén miatt kerül sor. Geldoff „különlegessége” felkeltette X professzor figyelmét, aki szerette volna megvizsgálni az ifjút, s kideríteni, hogy vajon ő is mutáns-e vagy sem. Pókember segített az X-mennek Xavier akadémiájára szállítani Geldoffot, azonban útközben váratlan események történtek (Csodálatos Pókember [2. sorozat]: 43. szám).
Ezt követően egy humorosabb Pókember-Rozsomák közös kalandra került sor, ahol is a két szuperhős testet cserélt egymással. Peter Parker Rozsomák testébe került, míg az X-men tagja Pókemberébe. E helyzet nem várt bonyodalmakhoz vezetett (Csodálatos Pókember [2. sorozat]: 51. szám).
A harmadik nagyobb X-men-Pókember esemény során az X-men tagjait és Pókembert elrabolták, s a szuperhősök egy szigeten összecsaptak Deadpool-lal és csapatával (Csodálatos Pókember [2. sorozat]: 62-64. számok).
Az utolsó nagyobb találkozóra Liz Allen miatt kerül sor, aki hosszú ideig „egyszerű” emberként élte hétköznapjait, azonban hirtelen mutáns képességei adódtak, s uralma alatt tudta tartani a tüzet. Az X-men régi ellensége, Magneto, a városba érkezett, s meg akarta győzni a fiatal mutánst, hogy tartson vele. Az X-ek is hamarosan színre léptek, s úgy tűnt az összeütközés elkerülhetetlen (Csodálatos Pókember [2. sorozat]: 77-78. számok).
Számos más Pókember-történetben is feltűntek még az X-men tagjai, de ott Kitty Pryde kivételével, kevésbé meghatározó szerepet töltöttek be.
Az X-men ugyancsak szerepelt a Magyarországon 2010-ben Csodálatos Pókember (2. sorozat) füzetekben megjelenő 9 részes Ultimate Power, magyarul Újvilág Hatalom című történetben (Csodálatos Pókember [2. sorozat]: 79-87. számok). E cselekményben az Újvilág valamennyi fontosabb szuperhőse feltűnt, Pókembertől és az Újvilág Fantasztikus Négyes csapatától kezdve a Különítményig (az Újvilág Bosszú Angyalai) bezárólag. Nyilván az X-ek is részt vettek e fontos, Föld jövőjét befolyásoló kalandban. 

Az egyes X-men szereplők feltűnése a Semic kiadó Pókember-sorozatában (a felsorolás azon képregényeket tartalmazza, ahol az adott szuperhős legalább 1 képkocka erejéig valamilyen formában feltűnik az adott számban):
Angyal (Warren Worthington III): Csodálatos Pókember (2. sorozat): 60 (eredetileg megjelent: Ultimate Spider-man Annual 1), 62 (Ultimate Spider-man: 90), 63 (Ultimate Spider-man: 92), 64 (Ultimate Spider-man: 93, 94)
Árnyék (Kurt Wagner): Csodálatos Pókember (2. sorozat): 51 (eredetileg megjelent: Ultimate Spider-man: 67), 60 (Ultimate Spider-man Annual 1), 62 (Ultimate Spider-man: 90), 63 (Ultimate Spider-man: 92), 64 (Ultimate Spider-man: 93, 94), 78 (Ultimate Spider-man: 120)
Árnymacska (Katherine „Kitty” Pryde): Csodálatos Pókember (2. sorozat): 43 (eredetileg megjelent: Ultimate Spider-man: 42, 43, 44), 51 (Ultimate Spider-man: 67), 60 (Ultimate Spider-man Annual 1), 61 (Ultimate Spider-man: 88), 62 (Ultimate Spider-man: 90), 63 (Ultimate Spider-man: 91, 92), 64 (Ultimate Spider-man: 93, 94), 65 (Ultimate Spider-man: 95), 66 (Ultimate Spider-man: 97), 70 (Ultimate Spider-man: 103), 71 (Ultimate Spider-man: 105, 106), 72 (Ultimate Spider-man: 107, 108), 74 (Ultimate Spider-man: 112), 76 (Ultimate Spider-man: 115, 116), 77 (Ultimate Spider-man: 117, 118), 78 (Ultimate Spider-man: 119), 79 (Ultimate Spider-man: 121), 80 (Ultimate Spider-man: 122, Ultimate Power 2), 81 (Ultimate Power: 3), 82 (Ultimate Power: 4), 83 (Ultimate Power: 5), 87 (Ultimate Spider-man: 129, Ultimate Power: 9), 88 (Ultimate Spider-man: 130), 89 (Ultimate Spider-man: 132, 133)
Bestia (Henry „Hank” McCoy): Csodálatos Pókember (2. sorozat): 43 (eredetileg megjelent: Ultimate Spider-man: 44)
Csodalány (Jean Grey): Csodálatos Pókember (2. sorozat): 43 (eredetileg megjelent: Ultimate Spider-man: 42, 43, 44), 51 (Ultimate Spider-man: 67), 60 (Ultimate Spider-man Annual 1), 63 (Ultimate Spider-man: 92), 64 (Ultimate Spider-man: 93, 94), 71 (Ultimate Spider-man: 105), 78 (Ultimate Spider-man: 120), 80 (Ultimate Power: 2), 81 (Ultimate Power: 3)
Jégember (Robert „Bobby” Drake): Csodálatos Pókember (2. sorozat): 60 (eredetileg megjelent: Ultimate Spider-man Annual 1), 61 (Ultimate Spider-man: 88), 62 (Ultimate Spider-man: 90), 64 (Ultimate Spider-man: 93), 71 (Ultimate Spider-man: 105), 77 (Ultimate Spider-man: 118), 78 (Ultimate Spider-man: 119, 120), 80 (Ultimate Power: 2), 81 (Ultimate Power: 3), 82 (Ultimate Power: 4)
Kolosszus (Piotr „Peter” Rasputin): Csodálatos Pókember (2. sorozat): 43 (eredetileg megjelent: Ultimate Spider-man: 44), 51 (Ultimate Spider-man: 67), 60 (Ultimate Spider-man Annual 1), 62 (Ultimate Spider-man: 90), 63 (Ultimate Spider-man: 92), 64 (Ultimate Spider-man: 93, 94), 71 (Ultimate Spider-man: 105), 78 (Ultimate Spider-man: 120)
Küklopsz (Scott Summers): Csodálatos Pókember (2. sorozat): 43 (eredetileg megjelent: Ultimate Spider-man: 44), 51 (Ultimate Spider-man: 67), 60 (Ultimate Spider-man Annual 1), 62 (Ultimate Spider-man: 90), 63 (Ultimate Spider-man: 92), 64 (Ultimate Spider-man: 93, 94), 70 (Ultimate Spider-man: 103), 71 (Ultimate Spider-man: 105), 78 (Ultimate Spider-man: 120), 80 (Ultimate Power: 2), 81 (Ultimate Power: 3), 83 (Ultimate Power: 5), 85 (Ultimate Power: 7), 86 (Ultimate Power: 8), 87 (Ultimate Power: 9)
Rozsomák (James „Logan” Howlett): Csodálatos Pókember (2. sorozat): 51 (eredetileg megjelent: Ultimate Spider-man: 66, 67), 53 (Ultimate Spider-man: 71), 60 (Ultimate Spider-man Annual 1), 62 (Ultimate Spider-man: 90), 63 (Ultimate Spider-man: 91), 70 (Ultimate Spider-man: 103), 71 (Ultimate Spider-man: 105), 78 (Ultimate Spider-man: 120), 80 (Ultimate Power: 2), 81 (Ultimate Power: 3), 82 (Ultimate Power: 4), 85 (Ultimate Power: 7), 86 (Ultimate Power: 8), 87 (Ultimate Power: 9)
Vadóc (Marian): Csodálatos Pókember (2. sorozat): 51 (eredetileg megjelent: Ultimate Spider-man: 67), 62 (Ultimate Spider-man: 90), 63 (Ultimate Spider-man: 92), 64 (Ultimate Spider-man: 93, 94), 80 (Ultimate Power: 2), 81 (Ultimate Power: 3), 82 (Ultimate Power: 4)
Vihar (Ororo Munroe): Csodálatos Pókember (2. sorozat): 43 (eredetileg megjelent: Ultimate Spider-man: 42, 43, 44), 51 (Ultimate Spider-man: 67), 60 (Ultimate Spider-man Annual 1), 62 (Ultimate Spider-man: 90), 63 (Ultimate Spider-man: 91, 92), 64 (Ultimate Spider-man: 93, 94), 65 (Ultimate Spider-man: 95), 71 (Ultimate Spider-man: 105), 78 (Ultimate Spider-man: 120), 80 (Ultimate Power: 2), 81 (Ultimate Power: 3), 82 (Ultimate Power: 4), 85 (Ultimate Power: 7), 86 (Ultimate Power: 8), 87 (Ultimate Power: 9)
X professzor (Charles Francis Xavier): Csodálatos Pókember (2. sorozat): 43 (eredetileg megjelent: Ultimate Spider-man: 43, 44), 62 (Ultimate Spider-man: 90), 64 (Ultimate Spider-man: 93, 94), 70 (Ultimate Spider-man: 103), 71 (Ultimate Spider-man: 105)

## Magyarul olvasható
- Új világ X-men. Új mutánsok; szöveg Brian Michael Bendis, rajz. David Finch, ford. Kvaszta Ádám; Goodinvest, Bp., 2008